# 双阳镇
双阳镇，是中华人民共和国黑龙江省齐齐哈尔市依安县下辖的一个镇。

## 行政区划
双阳镇下辖以下地区：
东北村、吉利村、德信村、福地村、双兴村、孟常村、仁和村和双阳村。